# Cristina Gallego
Cristina Gallego é uma produtora, escritora e diretora de cinema colombiana.

## Carreira
Gallego iniciou sua carreira em 2004 produzindo Sombras Errantes, filme de seu então marido Ciro Guerra .
Em 2009, durante a produção de outro filme de Guerra, The Wind Journeys, o casal fez amizade com membros da comunidade Wayuu . Eles passaram os dez anos seguintes pesquisando material para seu filme Birds of Passage, que segue uma família Wayuu enquanto eles abandonam as tradições e caem no tráfico de drogas.
Gallego estreou na direção com o filme que codirigiu com Guerra. O filme estreou na seção Quinzena dos Realizadores do Festival de Cannes 2018. Ele foi selecionado como a inscrição colombiana de Melhor Filme Estrangeiro no 91º Oscar, ficando na lista de finalistas de dezembro.
Em 2019, ela anunciou que se juntaria a Guerra novamente para codirigir a minissérie Cortes .

## Vida pessoal
Gallego foi casado com o diretor-escritor Ciro Guerra . Eles têm dois filhos. O casal se divorciou durante as filmagens de Birds of Passage, que eles co-dirigiram.
Seu irmão é o diretor de fotografia David Gallego.